# نورداوست‌لانت
نورداوست‌لانِت (به نروژی: Nordaustlandet) دومین جزیرهٔ بزرگ در مجمع‌الجزایر سوالبارد، در نروژ است، با مساحتی معادل ۱۴٬۴۴۳ کیلومتر مربع (۵٬۵۷۶ مایل مربع). این جزیره در شمال شرق اسپیتس‌برگن واقع شده و توسط تنگهٔ هینلوپن  از آن جدا می‌شود. بخش زیادی از نورداوست‌لانت زیر کلاهک‌های یخی بزرگ، عمدتاً اوست‌فونا و وست‌فونا، قرار دارد و بخش‌های باقی‌مانده در شمال جزیره توندراهایی است که محل زندگی گوزن‌های شمالی و گرازهای دریایی است. این جزیره خالی از سکنه است.

## تاریخچه

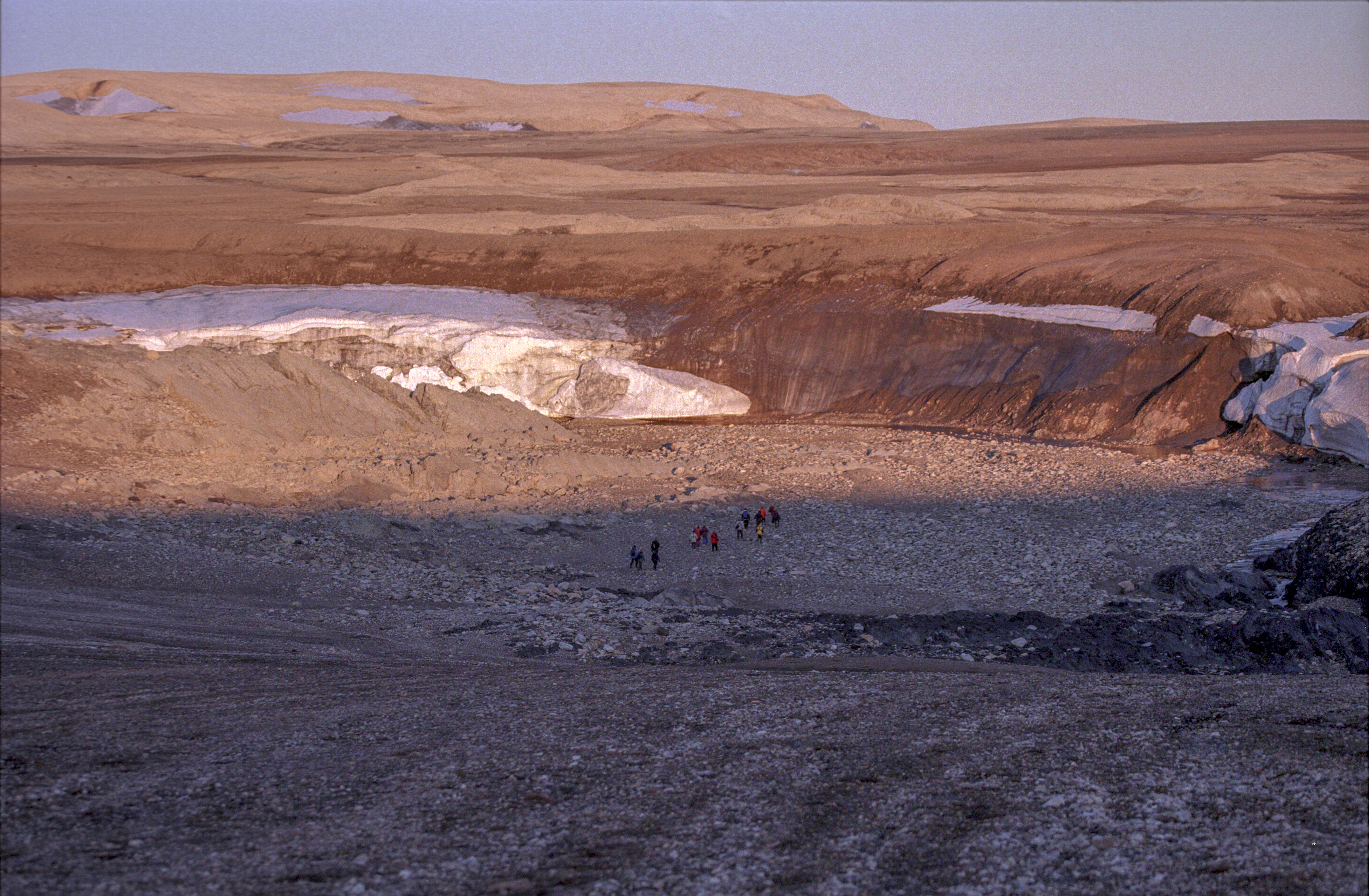
نورداوست‌لانت یک بیابان قطبی است

شکارچیان فیل‌های دریایی انگلیسی نخستین بار در سال ۱۶۱۷ به نقطهٔ جنوبی نوردااستلندت رسیدند. این کشف در نقشهٔ شرکت ماسکوی (۱۶۲۵؛ اما بر اساس کشفیات انجام‌شده در سال ۱۶۲۲ و قبل از آن) نمایش داده شد، که جزیره را به نام «جزیرهٔ سر توماس اسمیت» نشان می‌داد. این نقشه همچنین کیپ نورث را نشان می‌دهد. نخستین بار در نقشهٔ هلندی سال ۱۶۶۲ به نام «اوستلاندت» (سرزمین شرقی) نامگذاری شد و سال بعد نقشهٔ هلندی دیگری خط ساحلی آن را با دقت بیشتری نشان داد، که سواحل غربی و شمالی آن را نمایش می‌داد و سواحل شمالی را از جزایر هفت‌گانه (Sjuøyane) جدا می‌کرد. نقشهٔ هلندی سال ۱۷۱۰ نخستین نقشه‌ای بود که جزیره را به‌طور دقیق نشان داد و آن را «هِت نورْد اوستِر لاند» (سرزمین شمال شرقی) نامید.
در زمان اشغال نروژ توسط آلمان در جنگ جهانی دوم، یازده سرباز آلمانی در اوت ۱۹۴۴ به نورداوست‌لانت اعزام شدند تا وضعیت آب و هوا را گزارش کنند. آن‌ها بعداً از طریق رادیو دربارهٔ تسلیم بی‌قید و شرط نازی‌ها مطلع شدند و درخواست حمل و نقل برای بازگشت به خانه کردند، اما تا ماه‌ها بعد پاسخی دریافت نکردند تا اینکه نروژ یک کشتی نهنگ‌گیری برای نجات آن‌ها ارسال کرد.